# Alcañizo
Alcañizo es un municipio y localidad española de la provincia de Toledo, en la comunidad autónoma de Castilla-La Mancha. El término municipal tiene una población de 275 habitantes (INE 2024).

## Toponimia
El término Alcañizo aparece citado en un documento del rey Alfonso X de 1271 para nombrar a un arroyo en el que se criaban los cañizos y a orillas del cual, con el tiempo, se levantó el poblado.

## Geografía
El municipio se encuentra situado en una llanura de la comarca de La Campana de Oropesa y linda con los términos municipales de Torralba de Oropesa, Calera y Chozas y Oropesa, todos de Toledo. Se encuentra en una de las muchas dehesas que caracterizan esta zona, conocida como Campo Arañuelo.
Antiguamente, un arroyo, que solamente llevaba agua con las lluvias, dividía el pueblo en dos barrios.

## Naturaleza
A lo largo del término municipal, convive el encinar propio de la dehesa extremeña y los campos de cereal. También se localiza algún viñedo de explotación tradicional. Junto al núcleo urbano destaca el cerrado olivar con centenarios olivos que reciben al vecino por cualquiera de los caminos de acceso.
Dispersos en ubicaciones de antiguas huertas se encuentran árboles tales como el granado, la higuera, el membrillero, la morera o el ciruelo. En algún mirador estratégico nos sorprende la chumbera y en la ribera del arroyo de Alcañizo destacan el álamo o chopo, el olmo y el sauce llorón.
Numerosos estanques, hechos en principio para abastecer a la ganadería, favorecen la cría de la perdiz, la liebre o el conejo.
Junto a la ermita se encuentra el estanque de Los Noques, lugar de paso de diversas aves, especialmente avutardas. En la zona denominada el Hinojoso se encuentra la fuente del Encanto. Por el mismo sector, en el lindero con el término municipal de Calera y Chozas, en el área denominada «del Pozo Viejo» nace el río Alcañizo, afluente del Tiétar. 
Dentro de la localidad se localizan dos fuentes que antiguamente dotaban de agua a la población, en cuyas zonas se han realizado sendos parques.
En el campanario de la iglesia, durante todo el año, ya olvidado el viaje de hibernación, otea junto a su la pareja la cigüeña. Ocasionalmente, el cernícalo y el milano sobrevuelan el cielo de Alcañizo.

## Historia
El rey Alfonso XI donaría la población a su esposa María de Portugal, quien a su vez la donaría en 1332 a Juan García Palomeque, alguacil de Talavera. En un documento fechado el 25 de mayo de ese año, y conservado en el archivo de la Iglesia Colegial de Talavera de la Reina, se recoge el hecho, indicándose que se dona para «que pueda convertir en dehesa la casa de Alcañizo del Campo Arañuelo». Este documento de la reina sería confirmado por su marido, el rey, en Burgos el día 27 de agosto de 1332. En este momento, es posible que María de Portugal no solo mandara adehesar «la casa de Alcañizo en el Arañuelo» como dice el documento, sino que también enviaría algunos pobladores para que fuera un lugar de relativa importancia, pues el Señorío de Oropesa, con el cual lindaba, había sido concedido por su marido a su célebre favorita Doña Leonor de Guzmán, privilegio que debió ostentar hasta la muerte del rey en 1350. 
Treinta años más tarde, se incorporaría al Señorío de Oropesa que junto con otras nueve poblaciones formarían la llamada Campana de Oropesa, importante estado señorial que perduraría, aumentado con otras muchas localidades, hasta principios del siglo XIX.
En el siglo XIX, pertenecía al partido judicial de El Puente del Arzobispo. Durante este siglo se vieron frecuentes levantamientos de campesinos contra los terratenientes, saldando de con numerosas muertes de jornaleros y la quema de casas. El episodio más grave fue el llamado «alzamiento de la cucaña», que recoge el cronista manchego Ignacio Fuentes Claro. El 26 de mayo de 1878, el pueblo castellano de Alcañizo vivió el episodio más cruel de su historia. Al comienzo de la mañana un pequeño grupo de jornaleros tomó el convento de Santa Agustina y lo prendió fuego. Pero rápidamente la Guardia Civil, que tenía un cuartelillo en Oropesa (Toledo), acudió dispersando al grupo campesino, pero consiguieron atrapar a tres siendo estos posteriormente ahorcados enfrente de los restos del convento. Durante los sucesivos días el Guardia Civil buscó al resto de los jornaleros pero estos se habían escondido en el cercano bosque del Sotanillo. La Guardia Civil en represión asesinó a las familias y quemó las casas de estos. Finalmente, los jornales regresaron al pueblo y al enterarse de lo ocurrido ahorcaron al alcalde y acuchillaron a los guardias civiles. Este hecho se saldó con 8 jornaleros fusilados, 3 ahorcados, 5 condenados a muerte y 16 encarcelados, 2 guardias civiles acuchillados y el alcalde de Alcañizo muerto.

## Demografía
Cuenta con una población de 275 habitantes (INE 2024).
| Gráfica de evolución demográfica de Alcañizo entre 1842 y 2021                                                        |
| |
| Población de derecho según los censos de población del INE. Población de hecho según los censos de población del INE. |

## Administración
| Periodo   | Nombre                 | Partido       |
| --------- | ---------------------- | ------------- |
| 1979-1983 | César Sánchez Alegría  | UCD           |
| 1983-1987 | César Sánchez Alegría  | Independiente |
| 1987-1991 | César Sánchez Alegría  | CDS           |
| 1991-1995 | César Sánchez Alegría  | Independiente |
| 1995-1999 | César Sánchez Alegría  | PSOE          |
| 1999-2003 | César Sánchez Alegría  | PSOE          |
| 2003-2007 | César Sánchez Alegría  | PSOE          |
| 2007-2011 | César Sánchez Alegría  | PSOE          |
| 2011-2015 | César Sánchez Alegría  | PSOE          |
| 2015-2019 | César Sánchez Alegría  | PSOE          |
| 2019-2023 | María Chiquero Alegría | PP            |
| 2023-act. | César Sánchez Alegría  | PSOE          |

## Patrimonio

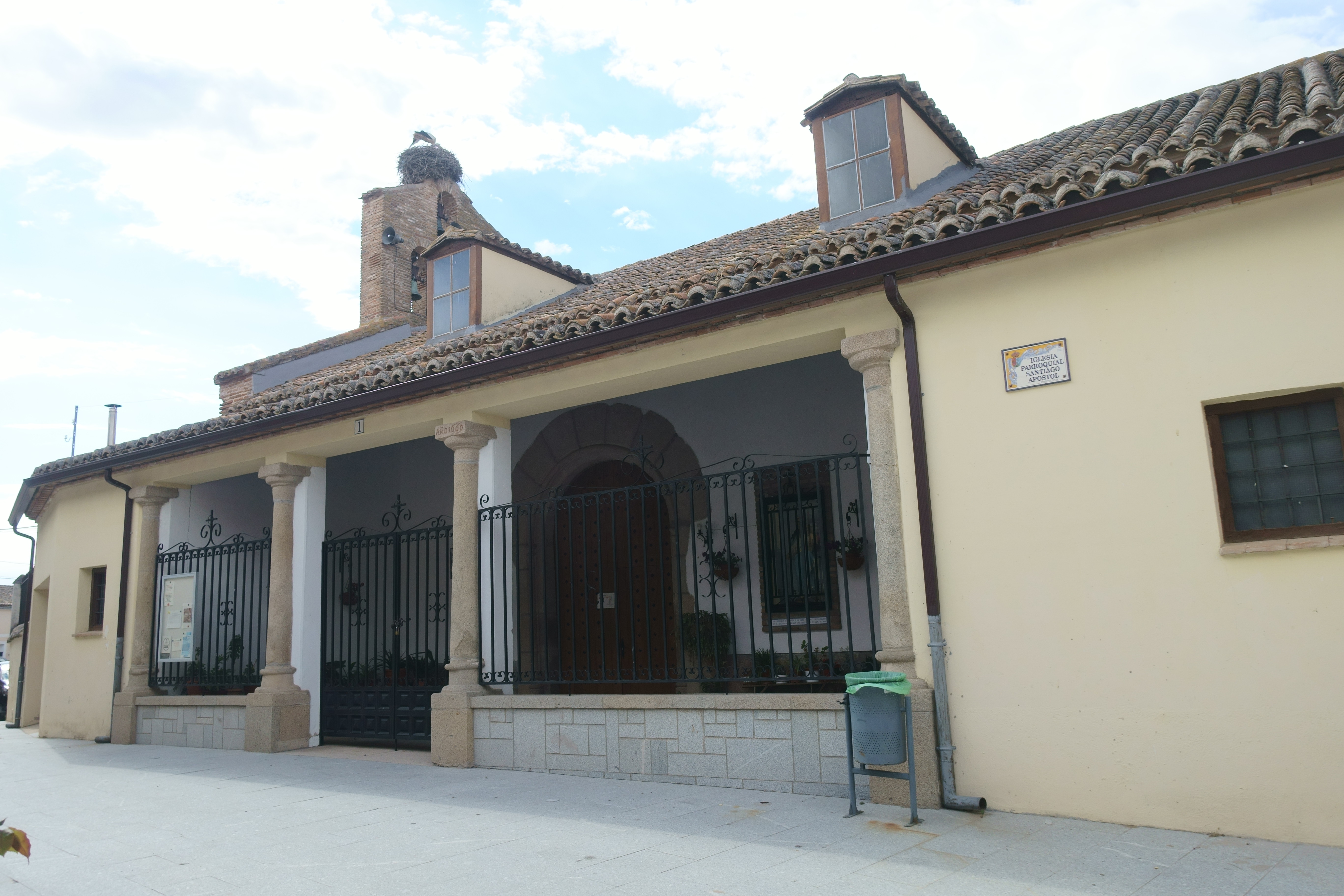
Iglesia de Santiago Apóstol

Los monumentos destacan la iglesia parroquial de Santiago Apóstol y el puente del siglo XVII sobre el arroyo Alcañizo que cruza la población.
El 24 de mayo de 2002, se inauguró la ermita de Nuestra Señora del Rosario en un acto al que asistieron el por entonces presidente de la comunidad autónoma, José Bono, y Francisco Álvarez Martínez, arzobispo de Toledo. La ermita se encuentra situada en el camino de Calera y se celebra, el último fin de semana de mayo, una romería.

## Fiestas
En la plaza Mayor, la principal del pueblo, se celebran las fiestas patronales, en honor a la Virgen del Rosario, el último fin de semana de agosto.